# Campionato Internazionale 1926-1927
La stagione 1926-1927 è stato il diciassettesimo Campionato Internazionale, e ha visto campione l'Hockey Club Davos.

## Gruppi

### Serie Est
| St. Moritz 6 febbraio 1927 | St. Moritz | 3 – 3 (d.t.s.) referto | Davos |  |

| Davos ? febbraio 1927 | Davos | 3 – 0 (Forfait) referto | St. Moritz |  |

Il replay non è stato giocato a causa del mancato arrivo degli avversari.

### Serie Ovest
| Gstaad 23 gennaio 1927 | Rosey-Gstaad | 3 – 2 (d.t.s.) referto | Château-d'Œx |  |

## Finale
| Davos 20 febbraio 1927 | Davos | 2 – 0 referto | Rosey-Gstaad | (1.500 spett.) |

## Verdetti
| Campionato Nazionale 1926-1927 | Campionato Nazionale 1926-1927 |
| ------------------------------ | ------------------------------ |
| Campionato Internazionale      | Davos                          |